# 坂本春生
坂本 春生（さかもと はるみ、1938年（昭和13年）4月10日 - ）は、日本の通産官僚、実業家。通商産業省札幌通商産業局長、西友、西武百貨店副社長、経済同友会副代表幹事などを務めた。

## 来歴・人物
東京都大田区生まれ。都立日比谷高校を経て、東京大学経済学部を首席卒業。1962年、女性キャリアとして初めて通商産業省に入省。入省同期には、堤富男（通産事務次官）、関収（住友電気工業副社長）、田辺俊彦、野口昌吾、深沢亘（特許庁長官）、林昭彦（科学技術庁官房長）、平野達郎（リース事業協会副会長）など。また省が異なるが、同年には遠山敦子も文部省初の女性キャリアとして入省している。
企業課を振り出しに、1980年5月、同省初の女性課長として生活産業局日用品課長、1982年9月、中小企業庁指導部指導課長、1984年7月、通商産業大臣官房企画室長を経て、1986年6月、同省初の女性地方支分部局長として札幌通商産業局長に就任。1987年6月、通商産業大臣官房付で退官。

### 退官後
1989年、西友顧問、常務、専務を経て、その間、経団連女性部新設につき、部会長に。1997年、副社長就任。同年、西武百貨店副社長。1998年、セゾン総研理事長、1999年、経済同友会副代表幹事、2000年から2005年日本国際博覧会（愛知博覧会）事務総長、副会長に。
2001年、北海道ファシリティマネジメント協会取締役、2006年、財団法人流通システム開発センター会長、2009年、社団法人日本ファシリティマネジメント推進協会顧問、公益財団法人日本ファシリティマネジメント協会会長、横浜銀行取締役（社外）。 2012年4月、横浜市教育委員会委員（任期4年）。2013年から三菱自動車工業株式会社取締役などを歴任した。

## 親族
夫は、1962年同期入省組で通産審議官、アラビア石油社長を務めた坂本吉弘。

## 略歴
- 1961年9月20日 国家公務員採用上級試験（甲種・経済）合格
- 1962年 東京大学経済学部経済学科卒業、通商産業省入省
- 通商産業大臣官房付
- 1980年5月1日 通商産業省生活産業局日用品課長
- 1982年9月20日 中小企業庁指導部指導課長
- 1984年7月1日 通商産業大臣官房企画室長
- 1986年6月10日 札幌通商産業局長
- 1987年6月24日 通商産業大臣官房付、退官
- 1987年8月 株式会社第一勧業銀行顧問
- 1989年8月 株式会社西友顧問
- 1990年5月 株式会社西友常務取締役
- 1993年5月 株式会社西友代表取締役専務
- 1997年5月 株式会社西友代表取締役副社長、株式会社西武百貨店取締役
- 1997年9月 株式会社西武百貨店代表取締役副社長
- 1998年 セゾン総研理事長
- 1999年 経済同友会副代表幹事
- 2000年10月 財団法人2005年日本国際博覧会協会常任理事事務総長
- 2003年10月 財団法人2005年日本国際博覧会協会副会長
- 2006年6月 財団法人流通システム開発センター会長
- 2009年6月 社団法人日本ファシリティマネジメント推進協会顧問
- 2010年6月 社団法人日本ファシリティマネジメント推進協会会長
- 2012年1月 公益社団法人日本ファシリティマネジメント協会会長
- 2013年6月 三菱自動車工業株式会社取締役、テクノプロ・ホールディングス株式会社取締役

## 著書
- 『私の生き生き北海道』北海道新聞社、1988年1月。ISBN 978-4893634955。
- 『主役交代の時代』日本放送出版協会、1995年12月。ISBN 978-4140802403。